# Третя чехословацька республіка
Третя чехословацька республіка (чеськ. Třetí Československá republika, словац. Tretia česko-slovenská republika), офіційна назва Чехословацька Республіка (чеськ. і словац. Československá republika) — недовготривала держава, що виникла після завершення Другої світової війни. Країна існувала з моменту відновлення суверенітету після нацистської окупації у травні 1945 року і до приходу комуністів до влади в кінці лютого 1948 року після Лютневого заколоту. Хоча після цього офіційна назва країни залишалася незмінною до 1960 року, коли була замінена на ЧССР, лютий 1948 року вважається кінцем Третьої республіки.

## Політичне життя

### Внутрішньополітична система
За способом переходу від капіталізму до соціалізму Чехословаччина належала до числа країн народної демократії. На відміну від Жовтневої революції 1917 року в Російській імперії, цей спосіб не передбачав ні встановлення однопартійного режиму в політиці, ні прискорену націоналізацію всіх приватних засобів виробництва. Комуністичні або соціалістичні партії у цих країнах балотувались на виборах разом з іншими партіями, спільно з якими вони за часів Другої світової війни перебували у підпіллі, ведучи боротьбу проти нацизму в складі Народних фронтів своїх країн.
У 1945 році низка партій, в тому числі:
1. Комуністична партія Чехословаччини (КПЧ) та Комуністична партія Словаччини (КПС) як її територіальне відділення;
2. Чеська націонал-соціалістична партія (1948 року на її базі утворилась Чехословацька соціалістична партія, ЧСП)
3. Чехословацька народна партія
4. Демократична партія (у 1946 році від неї відкололася Словацька партія свободи, яка об'єднувала частину колишньої дрібної буржуазії, службовців та інтелігенції, переважно католиків)

створили Національний фронт Чехословаччини (чеськ. Národní fronta Československa) Поряд із політичними партіями Чехословаччини до складу НФ увійшли також і основні громадські організації країни.
Главою країни у вигнанні ще з 1940 року був Едвард Бенеш — відомий політичний діяч передвоєнної Чехословаччини. 5 жовтня 1938 року він демонстративно вийшов у відставку з постів президента й верховного головнокомандувача на знак незгоди з Мюнхенською угодою, яку його змусили підписати з Третім Рейхои тогочасні керівники Великої Британії та Французької республіки за попуску з боку інших найбільших демократичних держав світу. Отримуючи, з іншого боку, підтримку від СРСР, у тому числі як керівник зарубіжного чехословацького антинацистського Руху спротиву Бенеш вже у грудні 1943 року підписав у Москві угоду про дружбу та союзні відносини з СРСР, яка, як вважається, визначила повоєнну зовнішньополітичну орієнтацію Чехословаччини й хід її політичного розвитку у 1945-48 роках. 28 жовтня 1945 року тимчасовий парламент підтвердив президентські повноваження Бенеша, а 19 липня 1946 року новий склад парламенту знову обрав його — одностайно — на пост президента Чехословаччини.
Значний внесок КПЧ до руху спротиву (загинуло 25 тис. комуністів, серед яких письменник Юліус Фучик, депутат Національних зборів Ян Шверма та інші) — все це відобразилось у вагомій долі голосів, відданих у Чехословаччині на перших повоєнних виборах 1946 року за комуністів — близько 40%. На користь комуністів грав не тільки авторитет СРСР як країни, армія якої розгромила нацистські війська практично на всій території Чехословаччини. Незважаючи на наявність аналогічних ідейних зв'язок між КПРС і «братніми партіями» в сусідніх Польщі й Угорщині, цим країнам довелось повернути Чехословаччині території, які вони анексували, як і Німеччина, у 1938 році в результаті розділу країни за «мюнхенською змовою». Чехословацька державність 1945 року була відновлена на попередній території за винятком Підкарпатської Русі (передана Чехословаччині 1920 року за Тріанонською угодою як автономія) — місто і залізничний вузол Чоп з околицями, який раніше належав до Кралевохлмецького району Словаччини, був переданий Українській РСР.
26 травня 1946 року відбулись вибори до Законодавчих національних зборів та до національних комітетів. На них КПЧ здобула найбільшу кількість голосів з усіх політичних партій, однак за всієї своєї популярності не мала абсолютної переваги над ними, й до самого лютого 1948 року не мала гегемонії в органах влади. 25 жовтня 1946 року Законодавчі збори ухвалили закон про дворічний план відновлення й розвитку народного господарства на 1947-48 роки.

### Лютневі події 1948 року
У термінах політології події 20-25 лютого 1948 року (в комуністичної чехословацькій історіографії також «Переможний лютий», чеськ. Vítězný únor; деякі історики вживають термін «переворот») були варіантом розвитку політичної ситуації, яку ініціювала кабінетна криза, коли ряд міністрів подали у відставку в розрахунку на те, що президент відреагує на це зміною всього кабінету.
Формальним приводом цієї кабінетної кризи стала вимога НСПЧ до МВС пояснити причини службового переміщення 13 лютого 1948 року 8 старших офіцерів Корпусу національної безпеки, в якому це було названо «політично мотивованою чисткою особового складу» (жоден з офіцерів, на відміну від глави МВС Носека, не був членом КПЧ). Розраховуючи змусити президента Бенеша відправити у відставку весь коаліційний уряд, 20 лютого 1948 року 12 із 26 міністрів (від Націонал-соціалістичної, Народної та Словацької демократичної партій) не прибули на скликане Готвальдом надзвичайне засідання уряду, де мали виступити міністри внутрішніх справ та національної оборони, й одночасно подали президенту заяви про відставку.
Однак 14 міністрів (КПЧ, Соціал-демократична партія і двоє безпартійних) цей демарш не підтримали. Ініціатори кризи виявились у меншості, і прем'єр-міністр Готвальд запропонував президенту Бенешу не розпускати кабінет, а дозволити йому, відповідно до Конституції, замістити міністрів, які вибули за власним бажанням, новими. Тому 25 лютого 1948 року президент Бенеш, приймаючи відставку 12 міністрів, не став розпускати уряд і доручив Готвальду заповнити вакансії новими персоналіями. Оскільки всі вони були обрані з числа комуністів, загроза виходу з уряду як засіб тиску на президента країни обернулась для цих партій реальною втратою влади.
Для Демократичної партії несприятливий підсумок ініційованої нею кабінетної кризи потягнув за собою її розпад. Частина регіональних організацій у Словаччині заявила про організований вихід зі складу ДП, й тоді ж, у лютому 1948 року, на цій базі було створено Партію словацького відродження (ПСВ; чеськ. Strana Slovenskej Obrody). Її склад — містяни й селяни Словаччини.
Серед витоків політичного розколу в лютому 1948 року історики розглядають неприйняття Чехословаччиною допомоги за планом Маршалла. Оприлюднений у загальних рисах 5 червня 1947 року, цей план передбачав допомогу США європейським державам у їхньому повоєнному відновленні на умовах, які держсекретар Джордж Маршалл пропонував обговорити 12 липня того ж року на зустрічі глав держав у Парижі. За тиждень до початку паризького саміту, 4 липня кабінет міністрів Чехословаччини проголосував за участь в ньому, що передбачало підписання угоди про прийняття від США допомоги на ще не зовсім зрозумілих умовах.
7 липня прем'єр-міністр Готвальд виїхав до Москви, де дізнався про ще не оприлюднені до того часу політичні умови надання допомоги з боку США, а саме — вивести зі складу уряду всіх комуністів. Для Чехословаччини, де комуністи входили до складу уряду ще у довоєнні часи й були провідною за популярністю політичною партією (хоча й такою, що не мала більшості в кабінеті міністрів) прийняття такої умови означало б катастрофічне руйнування балансу політичних сил з непередбачуваними наслідками у громадському житті. Виходячи з цього, після повернення прем'єра до Праги, кабінет міністрів не комуністичного уряду вирішив відмовитись від раніше прийнятого запрошення до Парижа та, як наслідок — від американської допомоги на умовах Маршалла.

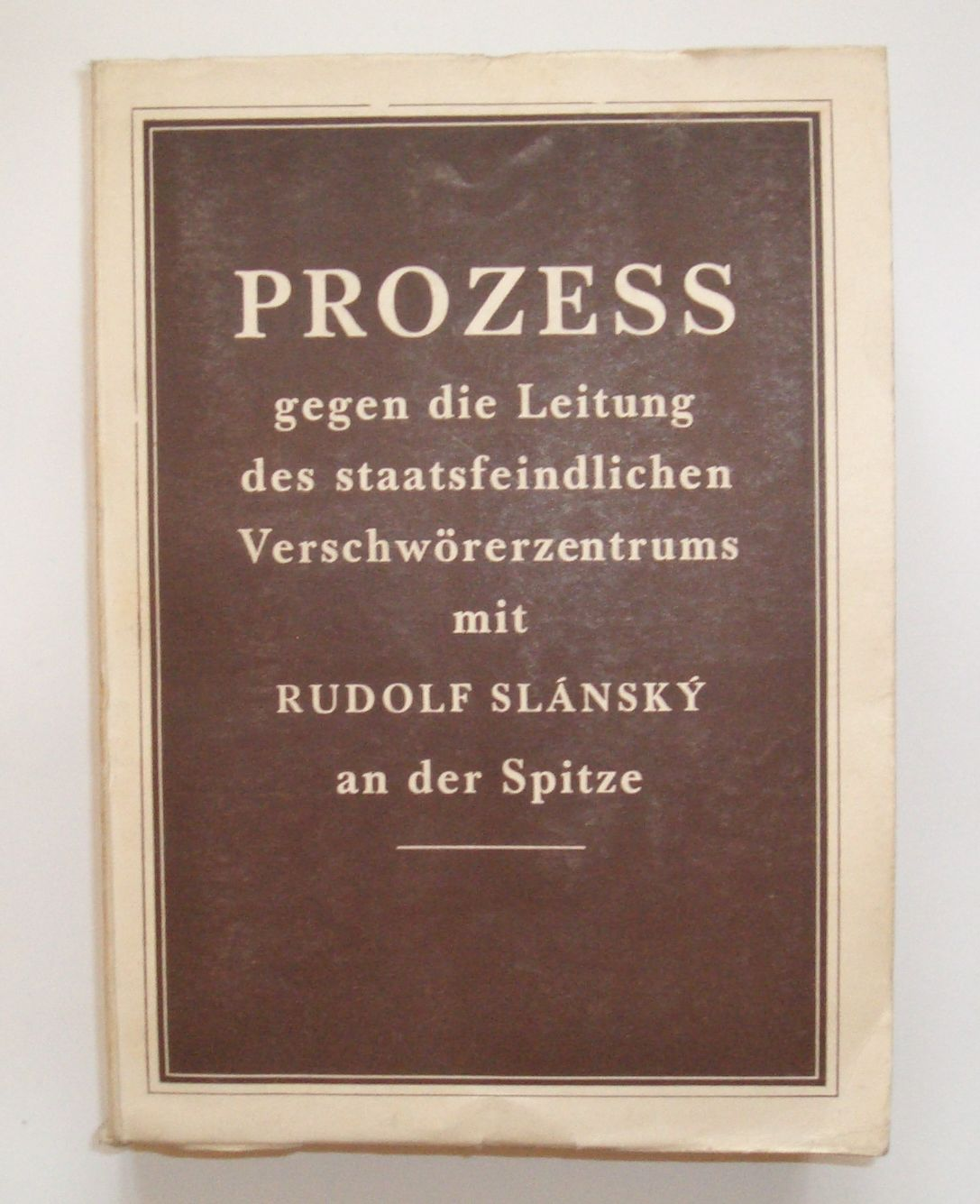
Матеріали «справи Сланського». Видані 1953 року в Празі семи мовами

Наслідки цього кроку для Чехословаччини розглядались двояко. З одного боку, відмова від прийняття американської допомоги ціною усунення комуністів висувалась причиною недостатніх темпів економічного зростання. З іншого — що на відміну від Мюнхенського диктату 1938 року країна не піддалась політичному натиску ззовні, причому вже з 1949 року її індустріально розвинена економіка отримала на довгі роки в особі країн РЕВ стабільний і великий ринок збуту, який не мав, на відміну від Заходу, криз скорочення виробництва, завдяки чому країна не мала значного безробіття. Знову працевлаштувались і ті, хто втратив політично значимі робочі місця за недовірою в лютому 1948 року. Політична еміграція з Чехословаччини після кризи 1948 року оцінюється незначною цифрою 3 тисячі чоловік.
7 червня 1948 року Бенеш у зв'язку з погіршенням здоров'я залишив пост президента та за 3 місяці помер. 14 червня 1948 року Національні збори обрали на пост президента Готвальда, який поступився кріслом прем'єра Антоніну Запотоцькому. При тому, що вищі державні пости з цього часу почали займати члени КПЧ, упродовж усіх років соціалістичного розвитку аж до усунення комуністів від влади у 1990-их роках традиції багатопартійної системи в Чехословаччині не переривались. Партії-ініціатори лютневої кризи не були примусово розпущені; у деяких із них відбувся розкіл, інші ж продовжили існувати під попереднім ім'ям, але з новим складом керівництва. Як і в інших країнах народної демократії, на некомуністичному партійному фланзі в Чехословаччині продовжували діяти християнські партії. Їхня ідеологія, християнський соціалізм, була аналогічною до низки західноєвропейських партій, і не суперечила програмним установкам КПЧ на побудову соціалізму.

## Економіка
5 квітня 1945 року президент Бенеш затвердив Кошицьку урядову програму відновлення економіки Чехословаччини. Націоналізація колишніх приватних підприємств і банків була у цій програмі не самоціллю, а способом організації діяльності економіки за умов необхідності покарання колабораціоністів та інших прибічників нацизму. За декретом про недійсність майново-правових відносин, що виникли за років окупації (19 травня 1945 року) все майно виробничого призначення, що належало колабораціоністам, мало бути безповоротно передано до народного управління. Однак при цьому за декретом 24 жовтня 1945 року власники націоналізованих копалень та крупних промислових підприємств (із числа незаплямованих співробітництвом з нацистами) отримували компенсацію.
Таким чином до рук держави цілком перейшла енергетика, вугільна, металургійна, основна частина хімічної промисловості та підприємства військово-промислового комплексу, а також акціонерні банки і страхкаси. У решті галузей були націоналізовані (з викупом) підприємства з чисельністю не менше за 150 чоловік. В результаті доля промислового виробництва, переданого з приватної у державну власність), склала 80 %.
Декретом від 12 червня 1945 року були конфісковані усі землі, що належали німецьким та угорським поміщикам, а також тим, хто співробітничав із німецькими, угорськими та (у 1938-39 роках) польськими окупантами. Для розвитку аграрної реформи, проголошеної ще у 1919 році, у червні 1947 року було прийнято закон, що передбачав подальше зниження верхньої межі розмірів приватних землеволодінь.
Кошицька програма стала для Чехословаччини масштабним досвідом макроекономічного регулювання економіки, орієнтованої на ринок. Остаточно завдання повоєнного відновлення економіки вирішив перший п'ятирічний план 1949-53 років: рівень промислового виробництва сягнув 119 % відносно до останнього мирного, 1937 року.